# Elaphidion lewisi
Elaphidion lewisi là một loài bọ cánh cứng trong họ Cerambycidae.